# 大學入學考試中心
大學入學考試中心（CEEC），簡稱大考中心，是中華民國專責大學入學考試的公設財團法人機構。除了專責辦理大學入學考試之外，同時研究改進大學入學制度與技術、以及出版相關書籍。
由大考中心負責舉辦的測驗考試有：
- 高中英文聽力測驗
- 大學學科能力測驗
- 大學入學分科測驗

## 簡史
- 1989年7月1日，「中華民國大學入學考試中心」（ROC College Entrance Examination Center）成立。
- 1993年3月，中華民國大學入學考試中心改制為「財團法人大學入學考試中心基金會」（College Entrance Examination Center）。
- 2018年9月20日，依據行政院《公文電子交換系統資訊安全管理規範》，大學入學考試中心公文發文機關全銜改為「財團法人大學入學考試中心基金會大學入學考試中心」。

## 外部連結
- 財團法人大學入學考試中心基金會第十屆董事暨第五屆監察人名冊
- 大學入學考試中心 （页面存档备份，存于）（繁體中文）（英文）